# Бенедетто I Дзаккариа
Бенедетто I Дзаккариа (итал. Benedetto I Zaccaria, ум. 1307) — был итальянским дворянином и адмиралом Генуэзской республики. Сеньор Фокеи  (1288—1307) и первый сеньор Хиоса в (1304—1307). Основатель династии Дзаккариа в византийской и латинской Греции. В различные периоды своей биографии, Дзаккариа был дипломатом, авантюристом, наемником и государственным деятелем.

## Биография
Бенедетто I был сыном генуэзского дворянина Фальконе Дзаккариа, от первого или второго брака. В 1264 году Дзаккариа был послан как генуэзский посол ко двору византийского императора Михаила VIII Палеолога. Хотя его миссия не увенчалась успехом, ему удалось наладить с императором хорошие связи.
После 11 лет переговоров, которые привели к новому соглашению между Византией и Генуей, Бенедетто вновь появился в Константинополе со своим братом Эммануилом в 1275 году. Бенедетто женился на одной из сестер императора, в то время как его брат получил в управление Фокею, где располагались ценные залежи квасцов. Для династии Дзаккариа это было чрезвычайно выгодное приобретение, особенно после того, как Эммануилу удалось создать в Фокее свою сеньорию, пользующийся широкой автономией. Более того ему удалось убедить Михаила VIII запретить импорт квасцов из Черного моря, хотя эта торговля также находилась в руках генуэзских купцов.
Будучи приближенным византийского императора, Бенедетто выступил в качестве посла при дворе Педро III  Арагонского в 1280—1282 годах и принимал участие в переговорах, которые привели к византийско-арагонскому союзу и началу войны на Сицилии. Всё это положило конец угрозе вторжения в Византию со стороны влиятельного короля Сицилии и Неаполя Карла I Анжуйского.
Бенедетто Дзаккариа вернулся в Геную в 1284 году, где стал адмиралов итальянского флота и вступил в войну с Пизанской республикой. В последующей битве при Мелории, Бенедетто командовал флотом из двадцати галер, державшихся отдельно от основного генуэзского флота. Его внезапное нападение привело к решительной генуэзской победе и упадку военной и торговой мощи Пизы.
После этого он участвовал вместе с кастильцами под руководством Санчо IV в победоносной кампании против Марокко. Примерно в то же время он служил Филиппу IV во Франции как адмирал, блокируя порты англичан и фламандцев.
В 1288 году умер Эммануил и Бенедетто I стал наследником Фокейской сеньории. При византийском императоре Андронике II Палеологе греческий флот ослаб и фактически перестал существовать, многие греческие острова оказались под ударом турецких пиратов. В 1304 году, перед лицом угрозы турок, Бенедетто I захватил византийский Хиос и ближайшие острова Самос и Кос, основав Хиоскую сеньорию. Император Андроник II признал его власть и уступил Дзакарии острова под Византийским сюзеренитетом на 10 лет, который впоследствии возобновлялся с пятилетними интервалами. Однако долго править в новых владениях Бенедетто I не удалось. Он умер в 1307 году. Его сын Палеолого Дзаккариа унаследовал Хиоскую сеньорию.